# Tomaspis platensis
Tomaspis platensis är en insektsart som beskrevs av Berg 1883. Tomaspis platensis ingår i släktet Tomaspis och familjen spottstritar. Inga underarter finns listade i Catalogue of Life.